# IC 3386
IC 3386 је елиптична галаксија у сазвјежђу Дјевица која се налази на листи објеката дубоког неба у Индекс каталогу.
Деклинација објекта је + 13° 11' 43" а ректасцензија 12h 28m 24,0s. Привидна величина (магнитуда) објекта IC 3386 износи 15,0 а фотографска магнитуда 16,0. IC 3386 је још познат и под ознакама VCC 1101, PGC 41007.